# Kotavalu, Arkalgud
Kotavalu là một làng thuộc tehsil Arkalgud, huyện Hassan, bang Karnataka, Ấn Độ.